# 坪内昌家
坪内 昌家（つぼうち まさいえ）は、戦国時代ごろの武将。藤原利仁の末裔尾張富樫氏族坪内氏の子に生まれる。尾張国坪内城主。本姓は藤原。

## 来歴
坪内昌家は、代々坪内家の居城である坪内城を居城とした。1492年 - 1500年ごろに野府城を築城し、子の坪内広綱を城主とする。この広綱は、1547年9月に起こった加納口の戦いに出陣し討ち死している。跡継ぎを失った昌家は、坪内家の娘を妻に迎えている前野又五郎忠勝を養子に迎え、野府城の城代とした。娘は同じ坪内氏の坪内勝定に嫁いだ。この娘と勝定の子に坪内利定がいる。昌家の祖先は尾張富樫氏の始祖である富樫長泰であると言われ、勝定や利定は祖先の兄の子孫にあたる。祖先は奥州前野の地から前野を称していたので前野昌家とも云う。

## 系譜
- 父：坪内以有[1]
- 母：不詳
- 子：坪内広綱、坪内忠勝（養子）、女（坪内勝定室）